# Houma ('Eua)
Houma es una localidad del distrito de 'Eua Motu'a, en la isla de 'Eua, Tonga. Tiene una población de 310 habitantes en 2021.